# Terrorisme en 1988

## Événements

### Mars
- 16 mars, Irlande du Nord : au cimetière de Milltown à Belfast, lors de l'enterrement de 3 militants de l'IRA tués par l'armée britannique à Gibraltar, un loyaliste tire sur la foule et lance une grenade, faisant trois morts et plus de cinquante blessés[1].

### Avril
- 14 avril, Italie : une voiture piégée explose près du United Service Organizations, le cercle de la marine américaine à Naples. L'attentat fait cinq morts. Le terroriste japonais Junzō Okudaira, membre de l'Armée rouge japonaise, est condamné par contumace en 1993 pour cet attentat[2],[3].

### Juin
- 15 juin, Irlande du Nord : un attentat de l'IRA contre des militaires britanniques à Lisburn fait cinq morts et dix blessés[4].

### Juillet
- 11 juillet, Grèce : un commando palestinien de quatre hommes, appartenant au groupe Abou Nidal, ouvrent le feu à bord du City of Poros, un bateau de croisière grec. L'attaque fait neuf morts et quatre-vingts blessés[5],[6]. Trois des quatre terroristes seront jugés par contumace en février 2012[7].

### Août
- 20 août, Irlande du Nord : un attentat de l'IRA contre un car de militaires britanniques dans le comté de Tyrone fait huit morts et vingt-huit blessés[réf. souhaitée].

### Octobre
- 18 octobre, Mauritanie : un véhicule de chercheurs océanographes français saute sur une mine mouillée à l'occasion d'un conflit entre la Mauritanie et le Maroc. Trois des quatre scientifiques sont tués, ainsi que leur chauffeur. Le dernier chercheur est grièvement blessé[8].

### Décembre
- 3 décembre, Pérou : cinq personnes sont assassinées à l'arme blanche par un groupe se réclamant du Sentier lumineux, le Parti communiste du Pérou[9].
- 21 décembre, Royaume-Uni : un Boeing 747 de la compagnie américaine Pan Am, qui assure la liaison Londres-New York, explose au-dessus du village écossais de Lockerbie. Les deux cent cinquante-neuf passagers et membres d'équipage sont tués dans l'explosion et onze habitants de Lockerbie sont tués par la chute des morceaux de l'appareil[10].